# Ahmed Barahman
Ahmed Fawzi Muhammad Barahman (ar. احمد بن فوزي بن محمد بارحمه;ur. 19 października 2000) – saudyjski zapaśnik walczący w obu stylach.
Zajął dziewiąte miejsce na mistrzostwach Azji w 2024. Brązowy medalista mistrzostw arabskich w 2021 i 2024. Dziewiąty na igrzyskach solidarności islamskiej w 2021. Trzeci na Światowych Igrzyskach Sportów Walki w 2023 roku.